# Brugge
Bruges (francuski) ili Brugge (nizozemski) (ustaljen izgovor po francuskom Briž) je najveći grad i prijestolnica belgijske pokrajine Zapadna Flandrija, na sjeverozapadu flandrijskog dijela Belgije.
Grad ima oblik jajeta i proteže se na oko 430 hektara, dok se šire gradsko područje proteže na preko 13.840 hektara, uključujući 1.075 hektara obale Sjevernog mora, tzv. Zeebrugge ili Brugge aan Zee (Brugge na moru). Od njegovih više od 117.000 stanovnika, oko 20.000 živi u povijesnom središtu grada, koje je UNESCO-ova svjetska baština. Poput drugih sjevernjačkih gradova na riječkim kanalima, često ga zovu "Venecijom sjevera". Luka Bruggea ima veliki gospodarski značaj zbog kojeg su ga koncem 19. stoljeća zvali i "glavnim trgovačkim gradom" svijeta.

## Povijest
Malo je tragova predrimskih naselja pronađeno u gradu. Prve zidine podignute su kao zaštita protiv pirata, nakon što je Julije Cezar osvojio galsko pleme Menapijce u 1. stoljeću pr. Kr. Franci su osvojili ovo područje u 4. stoljeću i organizirali ga kao Pagus Flandrensis. Vikinški napadi u 9. stoljeću su natjerali vojvodu Flandrije, Baldwina I., da ojača rimske utvrde, nakon čega se pojačala trgovina s Engleskom i Skandinavijom. U to doba datira prvi spomen grada Bryggia (staronordijski: Bryggja u značenju "mjesto iskrcaja" ili "luka", što je isti korijen kao i u norveškog grada Bryggena.

### Zlatno doba (12. – 15. stoljeće)
Postupnim naseljavanjem od 1050. godine, grad je izgubio direktan pristup moru. Brugge je dobio gradsku povelju 27. srpnja 1128. godine kada su izgrađene nove zidine i kanali. Oluja 1134. godine je poplavila grad i on je ponovno bio na morskoj obali, na kanalu Zwin koji se protezao do novog komercijalne luke Bruggea, Damme.
Trgovina i prerada vune i proizvoda od vune u 12. stoljeću je oživjela gradski život jer su trgovci uživali zaštitu flandrijskih vojvoda. Već početkom 13. stoljeća Brugge je bio jedan od flandrijskih gradova koji je imao svoje festivale tkanina, a njihova roba je dospijevala do njihovih trgovačkih kolonija u Engleskoj i Škotskoj. Preko engleskih kolonija u Brugge su dospijevali normansko žito i gaskonjska vina. Hanzeastki brodovi su pristajali u luku koja se proširila od Dammea do Sluysa kako bi mogli primiti nove Koga brodove. God. 1277., do grada su dospjeli i prvi trgovački brodovi iz Genove čime je postala trajno povezan s Mediteranom. Od tada su pristizali, ne samo začini s Levanta, nego i napredne trgovačke i financijske tehnike, kao i priliv kapitala u prve gradske banke. Burza se otvorila 1309. godine (možda najstarija trgovina dionicama na svijetu), čime je grad postao vodećom tržnicom novcem u Nizozemskom teritoriju. Kada su mletački brodovi pristigli iz Venecije 1314. godine, već su zatekli organizirano bankarsko i trgovačko središte.
Bogatstvo je izazvalo i društvene nemire, te su u noći 18. svibnja 1302. godine, pripadnici flamanske milicije izvršili pokolj francuskih vojnika (Bruges Matins). Nakon toga su ujedinili snage s Flandrijskim vojvodstvom i nastala je opća pobuna protiv Francuza koja je kulminirala flandrijskom pobjedom u tzv. "Bitci zlatnih mamuza" kod Kortrejkoa 11. srpnja iste godine. Na velikom gradskom trgu u Bruggeu se i danas nalaze kipovi vođa bune, Jana Breydela i Pietera de Conincka. Koncem 14. stoljeća, Brugge je zajedno s još tri grada (Franc de Brugge, Gent i Ypres) stvorio tzv. "Parlament četvorice", ali su se često svađali između samih sebe.
U 15. stoljeću, Filip Dobri, vojvoda Burgundije, je ustanovio svoj dvor u Bruggeu, kada i u gradovima Bruxellesu i Lilleu, što je privuklo mnoge umjetnike, bankare, i općenito poznate osobe iz cijele Europe. U to vrijeme se držalo da su pređe vune iz Bruggea najbolje na svijetu, a gradska populacija je narasla na oko 200.000 stanovnika. Flamanska umjetnost, osobito škola slikarstva novim uljenim bojama, je postala svjetski poznata. Kada je u Bruggeu William Caxton tiskao prvu knjigu na engleskom jeziku, u Bruggeu su Edvard IV. i Rikard III., kralj Engleske, proveli svoje izgnanstvo. 

### Kasno doba (16. – 21. stoljeće)
Od 1500. godine, kanal Zwin, zahvaljujući kojem je Brugge bio pomorskom metropolom, se počeo zatrpavati muljem i Antwerpen je uskoro preuzeo ulogu vodeće flandrijske luke. Tijekom 17. stoljeća razvila se proizvodnja čipke i pokušao se povratiti stari sjaj grada; pomorska infrastruktura je obnovljena i ostvarene su nove pomorske veze, no grad je nastavio propadati. Sredinom stoljeća u gradu je svoje izgnanstvo proveo i Karlo II., kralj Engleske, a koncem stoljeća broj stanovnika je pao na samo 50.000.
Simbolistički književnik George Rodenbach je ovaj uspavani grad pretvorio u književni lik u svojoj noveli Bruges-la-Morte ("Bruges-mrtvi"), koji je Erich Wolfgang Korngold pretvorio u operu Mrtvi grad (Die tote Stadt). U drugoj polovici 19. stoljeća, zahvaljujući britanskim i francuskim turistima, Brugge je postao jednom od prvih turističkih destinacija Europe. Tek je u drugoj polovici 20. stoljeća počeo vraćati dio svoje slavne prošlosti. Luka Zeebrugge je izgrađena 1907. godine, a Nijemci su je koristili kao luku za svoje U-podmornice tijekom Prvog svjetskog rata. Jako je proširena 1970-ih i 1980-ih je postala jedna od europskih najmodernijih i najvažnijih luka. U isto vrijeme je procvjetao internacionalni turizam, što je kulminiralo 2002. godine kada je Brugge postao europski glavni grad kulture.

## Podjela
Četvrti općine Brugge su:
- Povijesno središte Bruggea, Sint-Jozef i Sint-Pieters (I.)
- Koolkerke (II.)
- Sint-Andries (III.)
- Sint-Michiels (IV.)
- Assebroek (V.)
- Sint-Kruis (VI.)
- Dudzele (VII.)
- Lissewege (Zeebrugge i Zwankendamme) (VIII.)

## Znamenitosti
Povijesno središte Bruggea sa skoro netaknutim srednjovjekovnim građevinama je upisano na UNESCO-ov popis mjesta svjetske baštine u Europi 2000. godine. Mnoge od njih su znamenite, poput Gospine Crkve (Onze-Lieve-Vrouwekerk) čiji cigleni toranj ima visinu od 122.3 metra, što ga čini jednom od najviših građevina od opeke na svijetu. U transeptu crkve nalazi se Gospa iz Brugesa, jedina Michelangelova skulptura koja je izašla iz Italije još za umjetnikova života.
Najpoznatija znamenitost Bruggea je gradski zvonik (belfry) u kojem se nalazi kariljon (glazbalo od zvona) s 48 zvona (jedan od UNESCO-ovih zaštićenih spomenika pod nazivom "Zvonici u Belgiji i Francuskoj"). Grad još uvijek zapošljava gradskog kariljonera koji redovito izvodi besplatne koncerte.
Ostale znamenitosti Bruggea su:
- Samostan Beguinki (Beguinage)
- Bazilika sv. krvi (Heilig-Bloedbasiliek) posjeduje relikviju sv. krvi koju je iz Drugog križarkog rata donio Thiery Alzaški. Svake godine se nosi ulicama grada u procesiji u kojoj sudjeluje više od 1.600 stanovnika u koloni dugoj preko kilometar i pol. Mnogi od njih budu odjeveni poput srednjovjekovnih križara.
- Stara bolnica sv. Ivana
- Katedrala sv. Spasa
- Gradska vijećnica na trgu Burg
- Općinski sud (Provinciaal Hof)
- Četiri od negdašnjih sedam gradskih portala (Kruispoort, Gentpoort, Smedenpoort i Ezelpoort)
- Moderna koncertna dvorana (Concertgebouw)

U Bruggeu se nalazi i velika kolekcija srednjovjekovnih umjetničkih djela,  kao što su djela flamanskih slikara (Nordijska renesansa), ali i onih iz ranog modernog razdoblja. Mnogi umjetnici su živjeli i radili u Bruggeu kao što su: Jan van Eyck i Hans Memling.
- Gradski zvonik (belfort)
- Gradski zvonik (belfort) iznad kanala Rozenhoedkaai
- Veliki trg (Grotemarkt)
- Gospina crkva
- Gradska vrata Kruispoort
- Gradska vijećnica
- Općinski sud u Bruggeu
- Muzej grada
- Steenstraat s Crkvom sv. Spasa u pozadini
- Koncertna dvorana

## Događanja
Procesija svete krvi u Bruggeu (nizozemski Brugges Schoonste Dag za „Najljepši dan u Bruggeu”) je velika katolička procesija na Uzašašće koja potječe još od srednjeg vijeka. Kako je ova procesija živahan primjer kako kolektivna ceremonija može ujediniti grad kroz uzbudljivo iskazivanje povijesti i vjerovanja, procesija svete krvi u Bruggeu je upisana na UNESCO-ov popis nematerijalne svjetske baštine u Europi 2009. god.